# Bright Angel
Bright Angel é um filme norte-americano dirigido por Michael Fields e lançado em 1990.